# مفلح القحطاني
الدكتور مفلح بن ربيعان القحطاني (1381هـ/1962م)  رئيس الجمعية الوطنية لحقوق الإنسان . وعميد كلية الحقوق بجامعة دار العلوم. وعضو الهيئة الاستشارية للمجلس الأعلى لقادة مجلس التعاون لدول الخليج العربية. وعميد سابق لكلية الحقوق والعلوم السياسية بجامعة الملك سعود من (1435هـ - 1440هـ).

## سيرته

### المؤهلات العلمية
حصل مفلح القحطاني على درجة البكالوريوس في العلوم الإدارية تخصص قانون من جامعة الملك سعود سنة 1990م، وعلى درجة الماجستير في القانون من جامعة ستراسبورغ في فرنسا في سنة 1994م، وعلى درجة الدكتوراه في القانون من جامعة ستراسبورغ في سنة 1997م.

### الحياة العملية
- المحاماة (1410هـ - 1411هـ).
- معيد بقسم القانون بجامعة الملك سعود (1411هـ - 1412هـ).
- عضو هيئة تدريس بقسم القانون بجامعة الملك سعود من سنة (1418هـ حتى الآن).
- مستشار غير متفرغ بوزارة التجارة (1420هـ - 1424هـ).
- رئيس لجنة والرصد المتابعة بالجمعية الوطنية لحقوق الإنسان (1425هـ - 1426هـ).
- نائب رئيس الجمعية الوطنية لحقوق الإنسان (1426هـ - 1429هـ).
- رئيس قسم القانون المدني بجامعة الملك سعود (1428هـ - 1429هـ).
- رئيس الجمعية الوطنية لحقوق الإنسان (1430هـ - حتى الآن).[4][5]
- محكم معتمد لدى وزارة العدل.
- مدرب معتمد لدى المعهد المصرفي والغرفة التجارية الصناعية.[3]
- عميد كلية الحقوق والعلوم السياسية بجامعة الملك سعود (1435هـ - 1440هـ).[6]
- عميد كلية الحقوق بجامعة دار العلوم (1440هـ - حتى الآن).[1]

### العضويات
- عضو مكتب الفصل في منازعات الأوراق التجارية
- عضو اللجنة الوطنية للأخلاقيات الحيوية والطبية.
- عضو مجلس إدارة صندوق الطلاب بجامعة الملك سعود.
- عضو مجلس قسم القانون الخاص.
- عضو مجلس كلية الحقوق والعلوم السياسية.
- عضو مجلس جامعة الملك سعود.
- عضو مؤسس للجمعية الوطنية لحقوق الإنسان.
- عضو اللجنة التأسيسية لجمعية الأنظمة السعودية.
- عضو المجلس التنسيقي لمراقبة الانتخابات البلدية.
- عضو لجنة مراقبة انتخابات هيئة الصحفيين السعوديين.[3]

## المؤلفات والأبحاث
- كتاب النظام السعودي لمزاولة مهنة الطب وطب الأسنان.
- المسؤولية المدنية للأطباء.
- المسؤولية الطبية وطرق إثباتها في النظام السعودي.
- سلسلة من التعليقات على بعض الأحكام القضائية.
- مخرجات قسم القانون ومتطلبات سوق العمل .
- موقف القضاء السعودي من حضانة الأطفال.
- الحبس التنفيذي للمدين في ظل نظام التنفيذ السعودي.
- كتاب أحكام الملكية في الفقه الإسلامي والقانون (بالاشتراك مع مؤلفين آخرين).
- كتاب مبادئ البحث والتدريب القانوني (بالاشتراك مع مؤلفين آخرين).[3]
- كتاب الوسيط في نظام التنفيذ السعودي (بالاشتراك مع مؤلفين آخرين).